# Sulla riva del fiume
| Recensione | Giudizio |
| ---------- | -------- |
| Ondarock   | 8/10     |
| Rockol     | 7/10     |

Sulla riva del fiume è il primo EP del rapper italiano Willie Peyote, pubblicato il 26 aprile 2024 dalla Turet e Universal Italia.
Il 14 febbraio 2025 è stata pubblicata una riedizione del progetto con l'aggiunta di quattro tracce inedite, tra cui il brano Grazie ma no grazie, con cui il rapper ha gareggiato al 75º Festival di Sanremo, classificandosi al sedicesimo posto al termine della manifestazione.

## Descrizione
Il disco rappresenta il ritorno alle sonorità più jazzistiche dei primi lavori dell'artistica, risultando inoltre il capitolo conclusivo della cosiddetta "trilogia sabauda" iniziata nel 2015 con Educazione sabauda e continuata con Sindrome di Tôret nel 2017.

## Promozione
Il disco è stato anticipato dal singolo Giorgia nel paese che si meraviglia, uscito il 25 aprile 2024, in occasione dell'anniversario della liberazione, a cui ha fatto seguito il 17 maggio il secondo singolo Piani. Ad ottobre è uscita una riedizione digitale comprensiva del singolo Chissà con Ditonellapiaga e Cowboy.
Il 14 febbraio 2025 l'EP è stato ripubblicato anche in edizione fisica con l'aggiunta di ulteriori inediti, tra cui il singolo Grazie ma no grazie presentato al Festival di Sanremo 2025. Poche settimane più tardi è stata distribuita digitalmente una nuova edizione con la cover di Un tempo piccolo di Franco Califano (reinterpretata da Willie Peyote con Ditonellapiaga e Tiromancino) e Mai dire mai (la locura), singolo originariamente uscito nel 2021.

## Tracce
Testi e musiche di Guglielmo Bruno, eccetto dove indicato.

### Edizione del 2024
1. Cosa te ne fai – 3:20 (musica: Guglielmo Bruno, Andrea Torchia, Carlo Cavalieri D'Oro, Daniel Bestonzo, Luca Romeo)
2. Sulla riva del fiume – 3:15 (musica: Guglielmo Bruno, Carlo Cavalieri D'Oro, Luca Romeo)
3. Giorgia nel paese che si meraviglia – 2:48 (musica: Guglielmo Bruno, Daniel Bestonzo)
4. Buon auspicio – 3:27 (musica: Guglielmo Bruno, Andrea Torchia, Carlo Cavalieri D'Oro, Daniel Bestonzo, Luca Romeo)
5. Piani – 3:48 (testo: Guglielmo Bruno, Davide Sgro – musica: Guglielmo Bruno, Andrea Torchia, Davide Sgro)
6. Narciso – 3:06 (musica: Guglielmo Bruno, Andrea Torchia, Carlo Cavalieri D'Oro, Daniel Bestonzo, Stefano Genta)

Tracce bonus nella riedizione
1. Chissà (feat. Ditonellapiaga) – 2:59 (testo: Guglielmo Bruno, Margherita Carducci – musica: Guglielmo Bruno, Margherita Carducci, Simone Eleuteri)
2. Cowboy – 3:36 (musica: Guglielmo Bruno, Danny Bronzini)

### Riedizione del 2025
1. Grazie ma no grazie – 3:25
2. Cosa te ne fai – 3:20 (musica: Guglielmo Bruno, Andrea Torchia, Carlo Cavalieri D'Oro, Daniel Bestonzo, Luca Romeo)
3. Sulla riva del fiume – 3:15 (musica: Guglielmo Bruno, Carlo Cavalieri D'Oro, Luca Romeo)
4. Giorgia nel paese che si meraviglia – 2:48 (musica: Guglielmo Bruno, Daniel Bestonzo)
5. Buon auspicio – 3:27 (musica: Guglielmo Bruno, Andrea Torchia, Carlo Cavalieri D'Oro, Daniel Bestonzo, Luca Romeo)
6. Piani – 3:48 (testo: Guglielmo Bruno, Davide Sgro – musica: Guglielmo Bruno, Andrea Torchia, Davide Sgro)
7. Narciso – 3:06 (musica: Guglielmo Bruno, Andrea Torchia, Carlo Cavalieri D'Oro, Daniel Bestonzo, Stefano Genta)
8. Chissà (feat. Ditonellapiaga) – 2:59 (testo: Guglielmo Bruno, Margherita Carducci – musica: Guglielmo Bruno, Margherita Carducci, Simone Eleuteri)
9. Cowboy – 3:36 (musica: Guglielmo Bruno, Danny Bronzini)
10. L'ultima lacrima – 3:05
11. Polvere – 3:25
12. La legge di Murphy – 3:07

Tracce bonus nell'edizione digitale
1. Un tempo piccolo (feat. Ditonellapiaga e Tiromancino) – 3:45 (testo: Franco Califano, Guglielmo Bruno, Margherita Carducci, Simone Eleuteri – musica: Daniel Bestonzo)
2. Mai dire mai (la locura) – 3:28

## Classifiche
| Classifica (2025) | Posizione massima |
| ----------------- | ----------------- |
| Italia            | 5                 |